# Saudação ao Sol

Sūrya Namaskāra

Saudação ao Sol ou Surya Namaskara (Sanskrit: सूर्यनमस्कार IAST: Sūrya Namaskāra), é uma prática de ioga. Trata-se de uma sequência de doze posturas, ou asanas. A nomencaltura refere-se ao simbolismo do sol como a alma e fonte de toda a vida.

## Sequência
| Asana (postura) | Asana (postura)                    | Imagem | Respiração | Chakra       | Chakra        | Bīja | Bīja     |
| --------------- | ---------------------------------- | ------ | ---------- | ------------ | ------------- | ---- | -------- |
| 1               | Pranamasana                        |        | exalar     | Anahata      | Coração       | ॐ ह्रां | om hrāṁ  |
| 2               | Hasta Uttanasana                   |        | inspirar   | Vishuddhi    | Garganta      | ॐ ह्रीं | om hrīṁ  |
| 3               | Hastapaadasana                     |        | exalar     | Swadhisthana | Sacrum        | ॐ ह्रूं | om hrūṁ  |
| 4               | Ashwasanchalana                    |        | inspirar   | Ajna         | Terceiro olho | ॐ ह्रैं | om hraiṁ |
| 5               | Adho Mukha Svanasana / parvatasana |        | expirar    | Vishuddhi    | Garganta      | ॐ ह्रौं | om hrauṁ |
| 6               | Ashtanga Namaskara                 |        | suspender  | Manipura     | Plexo solar   | ॐ ह्रः | om hraḥ  |
| 7               | Bhujangasana                       |        | inspirar   | Swadhisthana | Sacrum        | ॐ ह्रां | om hrāṁ  |
| 8               | Adho Mukha Svanasana               |        | expirar    | Vishuddhi    | Garganta      | ॐ ह्रीं | om hrīṁ  |
| 9               | Ashwa Sanchalanasana               |        | inspirar   | Ajna         | Terceiro olho | ॐ ह्रूं | om hrūṁ  |
| 10              | Uttanasana                         |        | expirar    | Swadhisthana | Sacrum        | ॐ ह्रैं | om hraiṁ |
| 11              | Hasta Uttanasana                   |        | inspirar   | Vishuddhi    | Garganta      | ॐ ह्रौं | om hrauṁ |
| 12              | Pranamasana                        |        | expirar    | Anahata      | Coração       | ॐ ह्रः | om hraḥ  |